# 扇叶薹草
扇叶薹草（学名：Carex peliosanthifolia）为莎草科薹草属的植物。分布于中国大陆的广西等地，一般生于溪边，目前尚未由人工引种栽培。